# Campeonato Uruguayo de Primera División 1933
El Campeonato Uruguayo 1933 constituyó el 30.º torneo de Primera División del fútbol uruguayo organizado por la AUF, y el segundo del profesionalismo.
Se lo consideró "el campeonato más largo del mundo", ya que se disputó durante el transcurso del año 1933 y recién finalizó el 18 de noviembre de 1934. El torneo consistió en un campeonato a tres rondas de todos contra todos.
Como Nacional y Peñarol empataron en la primera posición debieron definir en un partido desempate, que se repitió varias veces producto de los sucesivos empates, hasta que finalmente el partido definitivo del 18 de noviembre de 1934 que consagró a "La Máquina" de Nacional como el campeón, logrando así el primer título del conjunto albo en la era profesional y el decimosegundo de su historial.

## Campeonato

### Tabla de posiciones
| Pos. | Equipo               | PJ | PG | PE | PP | GF | GC | Dif. | Pts. |
| ---- | -------------------- | -- | -- | -- | -- | -- | -- | ---- | ---- |
| 1º   | Nacional             | 27 | 20 | 6  | 1  | 56 | 10 | +46  | 46   |
| 1º   | Peñarol              | 27 | 21 | 4  | 2  | 77 | 18 | +59  | 46   |
| 3.º  | Rampla Juniors       | 27 | 14 | 4  | 9  | 39 | 29 | +10  | 32   |
| 4.º  | Montevideo Wanderers | 27 | 11 | 9  | 7  | 39 | 36 | +3   | 31   |
| 5.º  | Defensor             | 27 | 12 | 5  | 10 | 50 | 39 | +11  | 29   |
| 6.º  | Sud América          | 27 | 9  | 7  | 11 | 30 | 40 | -10  | 25   |
| 7.º  | River Plate          | 27 | 6  | 6  | 15 | 18 | 45 | -27  | 18   |
| 8.º  | Racing               | 27 | 4  | 7  | 16 | 29 | 58 | -29  | 15   |
| 9.º  | Central              | 27 | 4  | 6  | 17 | 33 | 63 | -30  | 14   |
| 10.º | Bella Vista          | 27 | 6  | 2  | 19 | 27 | 61 | -34  | 14   |

### Fixture
| Rampla Juniors       | 1-0 | Peñarol     |
| Nacional             | 4-0 | Bella Vista |
| River Plate          | 2-0 | Sud América |
| Racing               | 3-3 | Central     |
| Montevideo Wanderers | 1-1 | Defensor    |

| Nacional       | 2-0 | Central              |
| Peñarol        | 4-2 | Montevideo Wanderers |
| Bella Vista    | 4-3 | Racing               |
| Rampla Juniors | 2-0 | River Plate          |
| Defensor       | 4-2 | Sud América          |

| Peñarol              | 7-1 | Racing      |
| Nacional             | 0-0 | Sud América |
| Rampla Juniors       | 2-1 | Central     |
| Montevideo Wanderers | 3-2 | Bella Vista |
| Defensor             | 1-0 | River Plate |

| Nacional             | 2-0 | River Plate |
| Peñarol              | 2-0 | Central     |
| Rampla Juniors       | 1-1 | Sud América |
| Defensor             | 1-0 | Bella Vista |
| Montevideo Wanderers | 2-0 | Racing      |

| Peñarol              | 0-0 | River Plate    |
| Nacional             | 2-0 | Rampla Juniors |
| Sud América          | 1-0 | Bella Vista    |
| Montevideo Wanderers | 0-0 | Central        |
| Racing               | 4-2 | Defensor       |

| Peñarol              | 2-0 | Bella Vista    |
| Montevideo Wanderers | 3-1 | River Plate    |
| Defensor             | 2-0 | Rampla Juniors |
| Sud América          | 2-1 | Central        |
| Nacional             | 2-0 | Racing         |

| Montevideo Wanderers | 1-0 | Sud América |
| Central              | 1-1 | Defensor    |
| Bella Vista          | 0-0 | River Plate |
| Nacional             | 2-0 | Peñarol     |
| Rampla Juniors       | 1-1 | Racing      |

| Nacional       | 3-0 | Defensor             |
| Bella Vista    | 2-0 | Central              |
| Racing         | 1-0 | River Plate          |
| Rampla Juniors | 2-0 | Montevideo Wanderers |
| Peñarol        | 5-1 | Sud América          |

| Sud América | 2-1 | Racing               |
| Nacional    | 3-0 | Montevideo Wanderers |
| Peñarol     | 2-1 | Defensor             |
| Bella Vista | 2-1 | Rampla Juniors       |
| Central     | 1-1 | River Plate          |

| Peñarol              | 3-0 | Rampla Juniors |
| Nacional             | 4-2 | Bella Vista    |
| River Plate          | 3-1 | Sud América    |
| Central              | 3-2 | Racing         |
| Montevideo Wanderers | 3-2 | Defensor       |

| Nacional       | 1-0 | Central              |
| Peñarol        | 2-2 | Montevideo Wanderers |
| Bella Vista    | 2-0 | Racing               |
| Rampla Juniors | 3-0 | River Plate          |
| Defensor       | 1-1 | Sud América          |

| Peñarol              | 5-1 | Racing         |
| Nacional             | 1-0 | Sud América    |
| Central              | 1-0 | Rampla Juniors |
| Montevideo Wanderers | 2-0 | Bella Vista    |
| Defensor             | 5-0 | River Plate    |

| Nacional             | 7-0 | River Plate |
| Peñarol              | 5-0 | Central     |
| Rampla Juniors       | 1-0 | Sud América |
| Defensor             | 4-3 | Bella Vista |
| Montevideo Wanderers | 3-1 | Racing      |

| Peñarol              | 4-0 | River Plate    |
| Nacional             | 1-0 | Rampla Juniors |
| Sud América          | 2-0 | Bella Vista    |
| Montevideo Wanderers | 2-2 | Central        |
| Defensor             | 4-1 | Racing         |

| Peñarol              | 3-1 | Bella Vista    |
| Montevideo Wanderers | 2-2 | River Plate    |
| Defensor             | 1-1 | Rampla Juniors |
| Sud América          | 3-2 | Central        |
| Nacional             | 3-0 | Racing         |

| Sud América    | 2-1 | Montevideo Wanderers |
| Defensor       | 2-0 | Central              |
| River Plate    | 1-0 | Bella Vista          |
| Nacional       | 2-2 | Peñarol              |
| Rampla Juniors | 1-0 | Racing               |

| Nacional             | 2-0 | Defensor       |
| Central              | 4-0 | Bella Vista    |
| Racing               | 1-1 | River Plate    |
| Montevideo Wanderers | 2-1 | Rampla Juniors |
| Peñarol              | 3-0 | Sud América    |

| Sud América    | 1-0 | Racing               |
| Nacional       | 1-1 | Montevideo Wanderers |
| Peñarol        | 3-1 | Defensor             |
| Rampla Juniors | 2-0 | Bella Vista          |
| Central        | 2-1 | River Plate          |

| Peñarol     | 2-0 | Rampla Juniors       |
| Nacional    | 3-0 | Bella Vista          |
| Sud América | 1-0 | River Plate          |
| Racing      | 1-0 | Central              |
| Defensor    | 3-0 | Montevideo Wanderers |

| Nacional       | 4-0 | Central              |
| Peñarol        | 2-0 | Montevideo Wanderers |
| Racing         | 3-2 | Bella Vista          |
| Rampla Juniors | 2-0 | River Plate          |
| Defensor       | 2-1 | Sud América          |

| Peñarol              | 1-0 | Racing      |
| Nacional             | 1-1 | Sud América |
| Rampla Juniors       | 6-3 | Central     |
| Montevideo Wanderers | 2-0 | Bella Vista |
| River Plate          | 1-0 | Defensor    |

| Nacional             | 1-0 | River Plate |
| Peñarol              | 8-2 | Central     |
| Rampla Juniors       | 3-1 | Sud América |
| Defensor             | 4-0 | Bella Vista |
| Montevideo Wanderers | 2-1 | Racing      |

| Peñarol              | 2-1 | River Plate    |
| Nacional             | 2-0 | Rampla Juniors |
| Bella Vista          | 2-1 | Sud América    |
| Montevideo Wanderers | 2-0 | Central        |
| Defensor             | 3-0 | Racing         |

| Peñarol              | 4-0 | Bella Vista |
| Montevideo Wanderers | 1-1 | River Plate |
| Rampla Juniors       | 2-1 | Defensor    |
| Sud América          | 4-3 | Central     |
| Nacional             | 1-1 | Racing      |

| Montevideo Wanderers | 1-1 | Sud América |
| Defensor             | 4-2 | Central     |
| Bella Vista          | 2-1 | River Plate |
| Peñarol              | 2-0 | Nacional    |
| Rampla Juniors       | 1-1 | Racing      |

| Nacional       | 2-1 | Defensor             |
| Bella Vista    | 2-2 | Central              |
| Racing         | 1-1 | River Plate          |
| Rampla Juniors | 2-1 | Montevideo Wanderers |
| Peñarol        | 0-0 | Sud América          |

| Sud América    | 1-1 | Racing               |
| Nacional       | 0-0 | Montevideo Wanderers |
| Peñarol        | 4-0 | Defensor             |
| Rampla Juniors | 4-1 | Bella Vista          |
| River Plate    | 1-0 | Central              |

### Desempate final
| 27 de mayo de 1934                                                                                         | Nacional | 0:0 | Peñarol | Estadio Centenario, Montevideo                                  |  |
| |          |     |         | Asistencia: 42.000 espectadores Árbitro(s): Telésforo Rodríguez |  |
| El partido fue suspendido a los 70', siendo expulsados Chifflet, Labraga y Nasazzi (los tres de Nacional). |          |     |         |                                                                 |  |

El partido fue suspendido en el minuto 70, luego de producirse el incidente recordado como "el gol de la valija". Todo empezó por un remate desviado en el ataque de Peñarol que golpeó en el botiquín del kinesiólogo de Nacional y regresó al campo. Anselmo tomó la pelota y Castro la empujó al arco. Chifflet, Labraga y Nasazzi (los tres de Nacional) fueron expulsados por el árbitro después de una agresión que lo dirigió a la enfermería del Estadio, siendo reemplazado por Scandroglio, que igualmente suspendió el juego por falta de luz. El 30 de julio, la Liga decidió anular la conquista de Castro y la expulsión de Chifflet, y a su vez determinó que se jugara el remanente del partido el 25 de agosto, en el Estadio Centenario pero a puertas cerradas (sin público). 

#### Continuación del partido
Nacional debió enfrentar el encuentro con nueve futbolistas contra los once de Peñarol. Se jugaron más de 20 minutos restantes del segundo tiempo, además de los dos alargues de 30 minutos cada uno previstos para el caso de proseguir la igualdad, totalizando al menos 80 minutos de juego con dos hombres menos. Se conoce este partido como el "clásico de los Nueve contra Once".
| 25 de agosto de 1934                                                                                     | Nacional | 0:0 | Peñarol | Estadio Centenario, Montevideo                         |  |
| |          |     |         | Asistencia: sin espectadores Árbitro(s): Aníbal Tejada |  |
| Se jugaron los 20' restantes del partido anterior, y luego se jugaron dos tiempos extra de 30' cada uno. |          |     |         |                                                        |  |

### Segundo desempate final
| 2 de septiembre de 1934                       | Nacional | 0:0 | Peñarol | Estadio Centenario, Montevideo                               |  |
|                                               |          |     |         | Asistencia: 35.000 espectadores Árbitro(s): Domingo Lombardi |  |
| Se jugaron dos tiempos extra de 30' cada uno. |          |     |         |                                                              |  |

### Tercer desempate final
| 18 de noviembre de 1934 | Nacional                  | 3:2 (0:1) | Peñarol                                     | Estadio Centenario, Montevideo                                |                                                               |
|                         | Héctor Castro 53' 61' 77' |           | Braulio Castro 42' · Juan Pedro Arremón 58' | Asistencia: 33.200 espectadores Árbitro(s): Juan Carlos Cerón | Asistencia: 33.200 espectadores Árbitro(s): Juan Carlos Cerón |

|                                             |
| Uruguay                                     |
| Campeón Uruguayo 1933 Nacional 12.mo título |